# ألفونسو تشيس
ألفونسو تشيس (بالإسبانية: Alfonso Chase)‏ هو ناقد أدبي وكاتب وشاعر كوستاريكي، ولد في 19 أكتوبر 1944 في كارتاغو، كوستاريكا ‏ في كوستاريكا.